# Dolní Stropnice
Dolní Stropnice (do roku 1950 jen Stropnice, německy Stropnitz) je malá vesnice, část obce Římov v okrese České Budějovice v Jihočeském kraji. Nachází se asi 2,5 kilometru severovýchodně od Římova, nad soutokem řeky Malše a Stropnice. Je zde evidováno 49 adres. V roce 2011 zde trvale žilo 76 obyvatel.
Dolní Stropnice je také název katastrálního území o rozloze 4,3 km².

## Historie
První písemná zmínka o vesnici Stropnice, česky Stropnice pochází z roku 1412.
Ví se o tom, že ves Stropnice v dávných dobách žádných usedlíků neměla, kromě svobodného dvora zvaného Stropnice. Pojem svobodný dvůr znamená, že nepodléhal žádné vrchnosti ani kmenu, ale podléhal toliko jen králi.
K tomuto dvoru patřily domy čp. 14 (u Vaclíků) kde byly omlatníci, dále čp. 4 (u Fajtlů) kde byl pastýř, dále čp. 15 (u Mikešů) kde byl sklad piva. Dále mlýn s krčmou (Hanzlovský) již zaniklý stál u řeky Malše (dříve Malče) okolo něhož vedla hlavní (vitorazská) cesta z Trhových Svinů (osada s hradem zvaná Svinice) do Doudleb (hradiště s regionální správou odkud vedla obchodní cesta z Čech do Rakouska). Dále jednota zvaná Větrná, kde byl jenom Ovčí výhon (ovčín) bez obytné budovy. Až později vznikly obytné budovy s hospodářstvími, tak jak je tomu dodnes.
Podle nálezu letopočtu 1108 LP v základech obytné budovy statku čp.5 je možno od té doby datovat vznik svobodného dvora zvaný Hofbauer (či Hufpaur), v překladu zemědělský dvorec, dvořiště a i později vznik vesnice Stropnice. Pode vsí Stropnice na západ teče řeka Malše, která tvořila hranice okresní i obecní (dnešní katastrální) do které se vlévá dnes řečená řeka Stropnice, dříve potok Borovanský.
Za řekou Malší stála tvrz s hospodářstvím zvaný „Hamr“, asi na místě nynějšího statku, kde stojí kaplička, k němuž patřila vesnice Mečíkovice, nyní úplně zaniklá. Poslední majitel byl Ojíř Ctibor roku 1620. Stranou Hamru na sever byl veliký rybník, jehož část hráze dosud jest vidno. Rybník později byl zrušen a na místě jeho byla louka. Při stavbě okresní silnice r. 1921 byla velká část hráze odklizena. Pod touto hrází a rybníkem stála chalupa, nyní zaniklá, v níž bydleli poddaní Hamerské tvrze.
Majitel tvrze byl prý velmi zlý a robotu vykonávající poddaní se tu cítili jako ve vězení. Podle legendy prý tito lidé jednoho dne utekli stropem ven a dále přes řeku. Dali se pod ochranu majitele svobodného dvora, který je znaje poměrů v Hamerské tvrzi přijal. Útěkem za hranice tohoto panství již tito lidé nemohli být nadále pronásledováni ani jinak trestáni.
Tito lidé se v okolí svobodného dvora usadili, svobodně obdělávali pole a založili Dolní a Horní ves. V roce 1620 byla Hamerská tvrz spolu s vesnicí Mečíkovice zcela vypálena a zničena. Podle této legendy měl tedy vzniknout pojmenování vsi STROPNICE a svobodný dvůr je tedy od té doby také zvaný Stropnický či Stropnice.
Jak majitel svobodného dvora Stropnice a jeho rod skončil není známo. Ale ví se o tom, že v letech 1420 až 1434 ve válce Husitské zemřelo hodně lidí a celý majetek po nich zabírala česká šlechta. A na ty, kteří přežili, bylo uvaleno úřady těžká břemena a nemajíc zastání ani ochrany většinou přišli na mizinu, nebo se dávali pod ochranu mocnějším pánům. Kteří ovšem vždy vše pro sebe zabrali. Tou dobou hromadně zanikali svoboďáci, dvořáci i zemané, takže zůstala jenom šlechta a lid obecný. A tak statek Stropnický, tak či onak, přešel do vlastnictví pánů statku Komařického.
I tato mocnější a zámožnější třída rodu Kořenských neobstála a statek Komářice s celým majetkem, včetně vsi a statku Stropnice, byl Ctiborem Kořenským 23. října 1623, za cenu 45 tisíc kop grošů míšenských, prodán cisterciáckému klášteru Vyšší Brod.
tento klášter prodal dne 17. března 1710 svému věrnému a milovanému Jiřímu Freinschusovi, za kupní cenu 700 kop grošů míšenských, viditelný svobodný dvůr (statek) „Stropnický“ a vymezil v osmi bodech své další práva. Jedním z těchto bodů byla i podmínka pokrevní pozůstalosti celého majetku. Kupující žádné vrchnosti robot nemusel konat. Za to celá vesnice musela stále vykonávat robotu pod vrchností majitele statku (později renesanční zámku) Komářice až do roku 1848. Tehdy byla robota zrušena.
Majitelé svobodného dvora (statku) Stropnice zůstali v pokrevním rodu až dodnes. Kde příjmení majitelů pokračovalo z Freinschuse na Vaclíka a následně Hambergera.
Kvůli odlišení od obce Horní a Dlouhé Stropnice, blízko pramenu řeky Stropnice u Nových Hradů, byla ves Stropnice v roce 1950 přejmenovaná na Dolní Stropnice.

## Obyvatelstvo
| Rok            | 1869 | 1880 | 1890 | 1900 | 1910 | 1921 | 1930 | 1950 | 1961 | 1970 | 1980 | 1991 | 2001 | 2011 | 2021 |
| -------------- | ---- | ---- | ---- | ---- | ---- | ---- | ---- | ---- | ---- | ---- | ---- | ---- | ---- | ---- | ---- |
| Počet obyvatel | 188  | 199  | 168  | 184  | 196  | 190  | 187  | 128  | 127  | 124  | 89   | 74   | 64   | 76   | 121  |
| Počet domů     | 30   | 34   | 34   | 33   | 33   | 38   | 43   | 81   | 35   | 33   | 30   | 41   | 43   | 45   | 48   |

## Obecní správa
Po vzniku obcí v roce 1850 patřila ves Stropnice pod obec Komařice, v letech 1913–1943 a opět od 5. srpna 1945 do 13. června 1964 byla samostatnou obcí, když byla během války opět připojena ke Komařicům. 14. června 1964 byla připojena k Římovu.